# Joseph Pach
Joseph Pach (* 8. Januar 1928 in Toronto) ist ein kanadischer Geiger.
Pach hatte von 1933 bis 1945 Violinunterricht bei Chris Dafeff am Toronto Conservatory of Music. Er debütierte sechsjährig im MacKenzie King Century Club in Toronto mit der Serenade von Enrico Toselli und hatte zwölfjährig bereits drei Goldmedaillen beim Musikwettbewerb der Canadian National Exhibition gewonnen.  Von 1945 bis 1950 studierte er bei Kathleen Parlow an der University of Toronto.
Mit dem Toronto Symphony Orchestra debütierte er 1947 mit Tschaikowskis Violinkonzert, danach trat er als Solist mit mehreren kanadischen Orchestern, darunter dem CBC Vancouver Chamber Orchestra, dem CBC Winnipeg Orchestra, dem New Brunswick Symphony Orchestra und dem Halifax Symphony Orchestra auf.
1954 heiratete Pach die Pianistin Arlene Nimmons. Nachdem beide 1960 einen 3. Preis beim Internationalen Musikwettbewerb der ARD in München gewonnen hatten, traten sie als Duo Pach auf. Sie debütierten 1961 bei der BBC mit Ottorino Respighis Sonata, traten 1963 in der Wigmore Hall, in Edinburgh, Frankfurt und Dublin auf und unternahmen im Folgejahr eine Kanadatournee. Sie waren 1964 musicians-in-residence an der University of New Brunswick und spielten beim Charlottetown Festival 1967 die Uraufführung von Jacques Hétus Double Concerto.
Pach gründete 1970 das University of New Brunswick Pach String Quartet (später Brunswick String Quartet) mit Andrew Benac, James Pataki und Ifan Williams (später mit Pataki, Paul Campbell und Richard Naill), dem er bis zu dessen Auflösung 1989 angehörte, und war Mitbegründer des University of New Brunswick Chamber Music and All that Jazz Festival (1966–83).